# Gastón Ramírez
Gastón Ezequiel Ramírez Pereyra (Fray Bentos, 2 december 1990) is een Uruguayaans voetballer die doorgaans als offensieve middenvelder speelt. Hij tekende in augustus 2017 een contract tot medio 2022 bij Sampdoria, dat hem overnam van Southampton. Ramírez debuteerde in 2010 in het Uruguayaans voetbalelftal.

## Clubcarrière

### Bologna
Nadat in 2008 doorstroomde vanuit de jeugd van Peñarol, vertrok Ramírez in 2010 voor een bedrag van 2,5 miljoen euro naar Bologna. In 58 competitiewedstrijden scoorde hij twaalf doelpunten voor de club.

### Southampton
Op 31 augustus 2012 tekende Ramírez een vierjarig contract bij Southampton. The Saints betaalde 15 miljoen euro voor de Zuid-Amerikaan. Hij maakte zijn debuut op 15 september 2012, tegen Arsenal. Hij viel in de rust in voor de Noord-Ier Steven Davis. Zijn eerste doelpunt scoorde hij op 29 september 2012 in een met 3-1 verloren wedstrijd tegen Everton. Op 25 november 2012 scoorde hij zijn tweede doelpunt voor Southampton, in een met 2-0 gewonnen competitiewedstrijd tegen Newcastle United. Nadat hij Adam Lallana assisteerde bij het eerste doelpunt, nam hij zelf het tweede doelpunt voor zijn rekening. Op 1 januari 2013 zette hij Southampton op voorsprong tegen Arsenal. Southampton slaagde erin om in eigen huis een gelijkspel af te dwingen (1-1). Southampton verhuurde Ramírez gedurende het seizoen 2014-2015 aan Hull City. Daarmee eindigde hij dat jaar op een degradatieplaats in de Premier League.
In het seizoen 2015-2016 speelde Ramírez weer voor Southampton, maar in januari 2016 verhuurde Southampton hem voor de rest van het seizoen aan Middlesbrough.

## Interlandcarrière
Op 8 oktober 2010 debuteerde Ramírez voor Uruguay in een vriendschappelijke wedstrijd tegen Indonesië. In juli 2012 mocht hij met Uruguay deelnemen aan de Olympische Spelen in Londen.

## Erelijst
| Kampioen Primera División | 1× | 2009/10 |

1 Vismara ·
3 Barreca ·
4 Vieira ·
5 Pio Riccio ·
6 Romagnoli ·
7 Bellemo ·
8 Ricci ·
9 Coda ·
10 Tutino ·
11 Pedrola ·
14 Kasami ·
15 Akinsanmiro ·
16 Borini ·
17 Meulensteen ·
18 Venuti ·
20 La Gumina ·
21 Giordano ·
22 Ghidotti ·
23 Depaoli ·
24 Bereszyński  ·
25 Ferrari ·
28 Yepes ·
29 Girelli ·
30 Ravaglia ·
31 Vulikić ·
33 Silvestri ·
43 Ntanda ·
44 Ioannou ·
80 Benedetti ·
84 Sekulov ·
Coach: Sottil
· Assistent-coach: Baronio